# Scorzonera czerepanovii
Scorzonera czerepanovii là một loài thực vật có hoa trong họ Cúc. Loài này được Kuth. mô tả khoa học đầu tiên năm 2003.